# Grande Fratello
Grande Fratello is een Italiaans realityserie op Canale 5, Grande Fratello is de Italiaanse naam voor het televisieprogramma Big Brother.

## Seizoenen[2]
| # | Jaar | P | Winnaar            | #  | Jaar | P | Winnaar          |
| - | ---- | - | ------------------ | -- | ---- | - | ---------------- |
| 1 | 2000 | 1 | Cristina Plevani   | 9  | 2009 | 3 | Ferdi Berisa     |
| 2 | 2001 | 1 | Flavio Montrucchio | 10 | 2010 | 3 | Mauro Marin      |
| 3 | 2002 | 2 | Floriana Secondi   | 11 | 2011 | 3 | Andrea Cocco     |
| 4 | 2003 | 2 | Serena Garitta     | 12 | 2012 | 3 | Sabrina Mbarek   |
| 5 | 2004 | 2 | Jonathan Kashanian | 13 | 2014 | 3 | Mirco Petrilli   |
| 6 | 2006 | 3 | Augusto De Megni   | 14 | 2015 | 3 | Federica Lepanto |
| 7 | 2007 | 3 | Milo Coretti       | 15 | 2018 | 2 | Alberto Mezzetti |
| 8 | 2008 | 3 | Mario Ferretti     | 16 | 2019 | 2 | Martina Nasoni   |

## Presentatoren
Het programma werd gepresenteerd door:
1. Daria Bignardi t/m 2001
2. Barbara D'Urso 2002 t/m 2004, vanaf 2018
3. Alessia Marcuzzi 2006 t/m 2015